# Herbert de Mathefelon
Herbert de Mathefelon, membre de la famille de Mathefelon, seigneur de Lancheneil, de Loiron, de Beauvais, de Saint-Sulpice-sur-Loire.

## Famille
Il est le fils de Foulques III de Mathefelon, et d'Alix de Vitré. 
Herbert de Mathefelon avait épousé, en premières noces, Gilette de Parené, suivant acte de retrait de Lancheneil. Il prend ensuite alliance avec Prégente de Mayenne, issue, par représentation de degrés, de Guillaume de Mayenne, fils de Juhel II de Mayenne, et de Clémence de Bellême.
La Généalogie de Quatrebarbes et une des Généalogies manuscrites des Mathefelon ne parlent pas du premier mariage, mais seulement de celui d'Hubert avec Prégente de Mayenne. Gilette de Parené aurait pris alliance avec Geoffroy de Mathefelon, fils d'Hubert et de Prégente de Mayenne. 
De ce mariage, Herbert de Mathefelon avait eu un enfant : Geoffroy II de Mathefelon.

## Biographie
En 1282, Hubert de Mathefelon avait acheté un pré, situé derrière le presbytère de Nuillé-sur-Vicoin, et, au temps de la mi-août 1291, un cloux de terre, sis dans la même paroisse et appelé Bordigale, que lui vendirent Pierre de la Tretonnière, écuyer, et Marie, sa femme, paroissiens d'Argentré, et dix sols tournois de rente annuelle qu'ils possédaient sur le moulin de Nuillé. Ces biens avaient été donnés en mariage à Marie et étaient assis au fief du seigneur de Laval-Guyon.
En 1297, le vendredi avant la Pentecôte, Thibault IV de Mathefelon donne à Herbert de Mathefelon, son frère puîné, pour sa part et portion qu'il pourrait avoir et demander en la succession de Foulques, leur père, la terre de Lancheneil avec toutes justices, sans rien y réserver, fors la foi et hommage, avec cinq sols de taille, la terre de Loiron et celles de Beauvais et de Saint-Sulpice-sur-Loire.

## Source
- Louis Marie François Guiller, Recherches sur Changé-lès-Laval, S. Chailland, 1882 (présentation en ligne, lire en ligne), p. 27.